# ريموند كوبا

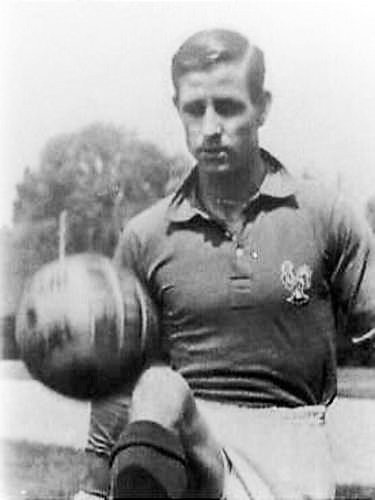
ريموند كوبا

ريموند كوبا (بالفرنسية: Raymond Kopa)‏ (13 أكتوبر 1931 في نوكس ليه مينيس، فرنسا – 3 مارس 2017) كان لاعب كرة قدم فرنسي سابق من أصل بولندي، انتقل إلى صفوف المنتخب الفرنسي في الخمسينات من القرن العشرين كان كوبا يلعب في خط الهجوم.

## روابط خارجية
- ريموند كوبا على موقع الاتحاد الدولي (مؤرشف)  (الإنجليزية)
- ريموند كوبا على موقع الاتحاد الأوربي (الإنجليزية)
- ريموند كوبا على موقع قاعدة بيانات كرة القدم.إي يو (الإنجليزية)
- ريموند كوبا على موقع ليكيب (الفرنسية)
- ريموند كوبا على موقع ناشيونال فوتبول تيمز (الإنجليزية)
- ريموند كوبا على موقع عالم كرة القدم.نت (الإنجليزية)